# Dashboard Confessional
Dashboard Confessional är en amerikansk musikgrupp, ledd av singer-songwriter och gitarrist Chris Carrabba från Boca Raton, Florida. Många kallar musiken emo, även om detta är omdiskuterat. De vann MTV2s pris vid 2002 års MTV Video Music Awards för sången "Screaming Infidelities" och har medverkat på soundtracken till både Shrek 2 och Spider-Man 2.

## Historia
Dashboard Confessional startade 1999, som ett sidoprojekt till Chris Carrabbas dåvarande band Further Seems Forever. Namnet Dashboard Confessional kommer från en av hans låtar, "The Sharp Hint of New Tears", som innehåller raden "On the way home/This car hears my confessions." Namnet Dashboard Confessional refererar oftast endast till Chris Carrabba, eftersom han en gång startade projektet som ett soloprojekt. Som svar på detta missförstånd sade han "Vilken regelbok säger att det måste heta ditt namn om du är en person?". Carrabba har ofta tagit med flera vänner att spela på framträdanden med honom, bland annat den tidigare bandmedlemmen i Further Seems Forever, Jerry Castellanos. 2002 bestämde han sig för att göra den dåvarande uppsättningen till bandmedlemmar.
Idag består bandet av Carrabba (sång och gitarr), John Lefler (gitarr), Scott Schoenbeck (bas) (tidigare i The Promise Ring) och Mike Marsh (trummor). Både John Lefler och Mike Marsh sjunger även i bakgrunden. Chris vän och gitarrist John Ralston och violinist Susan Sherouse har ofta framträdit eller spelat in med gruppen. 2006 hade de givit ut fyra EP-skivor och fem album.

## Bandmedlemmar
Nuvarande medlemmar
- Christopher Carrabba – sång, rytmgitarr, piano (1999– )
- John Lefler – sologitarr, piano, sång (2002– )
- Scott Shoenbeck – basgitarr (2002– )
- Mike Marsh – trummor (2002– )

Tidigare medlemmar
- Dan Bonebrake — basgitarr, bakgrundssång (2002)
- John Ralston — gitarr (2002, 2006)
- Mike Stroud — stråkinstrument (2007)
- Jerry Castellanos — gitarr, bakgrundssång (2000, 2003)
- Andrew Marshall — gitarr (2007)
- Susan Sherouse — violin (2006–2007)

## Diskografi
Studioalbum
- 2001 – The Swiss Army Romance
- 2001 – The Places You Have Come To Fear The Most
- 2003 – Mark, A Mission, A Brand, A Scar
- 2006 – Dusk and Summer
- 2007 – The Shade of Poison Trees
- 2009 – Alter the Ending
- 2018 – Crooked Shadows

EP
- 2001 – Drowning EP
- 2001 – So Impossible EP
- 2002 – Summer Kiss EP
- 2006 – Sessions@AOL
- 2010 – Swiss Army Bro-Mance (delad EP med New Found Glory)
- 2017 – Covered and Taped

Singlar
- 2002 – "Screaming Infidelities"
- 2002 – "Saints and Sailors"
- 2003 – "Hands Down"
- 2003 – "Rapid Hope Loss
- 2004 – "Vindicated" (från soundtracket till Spider-Man 2)
- 2006 – "Don't Wait"
- 2006 – "Rooftops and Invitations"
- 2007 – "Stolen"
- 2008 – "Thick as Thieves"
- 2008 – "These Bones"
- 2009 – "Belle of the Boulevard"
- 2017 – "We Fight"
- 2017 – "Belong" (med Cash Cash)
- 2018 – "Heart Beat Here"
- 2018 – "KindaYeahSorta"

Livealbum
- 2002 – MTV Unplugged 2.0

Samlingsalbum
- 2007 – The Wire Tapes Vol. 1